# موزه خانگی جعفر جبارلی
موزه خانگی جعفر جبارلی (به ترکی آذربایجانی: Cəfər Cabbarlının ev muzeyi) در خانه‌ای قرار دارد که؛ جعفر جبارلی، نمایشنامه‌نویس برجسته اهل جمهوری آذربایجان در آن زندگی می‌نموده‌است. این موزه خانگی به‌مناسبت هشتادمین سالروز این هنرمند در ۲۰ مارس سال ۱۹۸۰ راه‌اندازی شده‌است. بیش از ۸۰۰۰ اشیای نمایشی در موزه به نمایش گذاشته شده‌است.

## درباره موزه
در اتاق‌هایی که، اشیای نمایشی به نمایش درآمده‌اند، اسناد و عکس‌هایی مربوط به زندگی و خلاقیت جعفر جبارلی، لوازم شخصی متعلق به خود و خانواده‌اشان، طرح‌های اولیهٔ صحنه درست شده برای نمایش‌های جداگانه وجود دارند.
افزون بر اینها، هدیه‌های اعطا شده به جعفر جبارلی و آثار علمی جالب در رابطه با پژوهش میراث ایشان نیز از جملهٔ اشیای نمایشی موجود در نمایشگاه موزه می‌باشند.
یک لوح فشرده تحت عنوان «پرنده‌ای آزاد بودم» که شامل آهنگ‌های ساخته شده از اشعار جعفر جبارلی از سوی موزه تهیه گردیده‌است. در عین حال، «جایزه جعفر جبارلی» به مناسبت صدمین سالگرد وی تأسیس و به برخی از هنرمندان آذربایجانی اهدا شده‌است.
سمت ریاست موزه خانگی جعفر جبارلی را «قمر صیف الدین زیاده» عهده‌داراست.